# МКС-39
МКС-39 — тридцать девятый долговременный экипаж Международной космической станции. Его работа началась 11 марта 2014 года, 00:02 UTC с момента отстыковки «Союз ТМА-10М» от станции экипажем корабля «Союз ТМА-11М» в количестве 3 человек. 27 марта 2014 года, 23:53 UTC экспедицию пополнил экипаж корабля «Союз ТМА-12М». С этого момента в экспедиции работало 6 человек. Завершилась экспедиция 13 мая 2014 года, 22:36 UTC с отстыковкой корабля «Союз ТМА-11М».

## Экипаж
| Должность   | 11 — 27 марта 2014 года | 27 марта — 13 мая 2014 года | № космического полёта | Корабль доставки |
| ----------- | ----------------------- | --------------------------- | --------------------- | ---------------- |
| Командир    | Коити Ваката, JAXA      | Коити Ваката, JAXA          | 4                     | Союз ТМА-11М     |
| Бортинженер | Ричард Мастраккио, НАСА | Ричард Мастраккио, НАСА     | 4                     | Союз ТМА-11М     |
| Бортинженер | Михаил Тюрин, ФКА       | Михаил Тюрин, ФКА           | 3                     | Союз ТМА-11М     |
| Бортинженер |                         | Александр Скворцов, ФКА     | 2                     | Союз ТМА-12М     |
| Бортинженер |                         | Олег Артемьев, ФКА          | 1                     | Союз ТМА-12М     |
| Бортинженер |                         | Стив Свонсон, НАСА          | 3                     | Союз ТМА-12М     |

## Ход экспедиции

### Выход в открытый космос
- 23 апреля 2014 года,  Ричард Мастраккио и  Стив Свонсон, из модуля Квест, длительность 1 час 36 минут, внеплановый выход, во время которого произведена замена вышедшего из строя запасного компьютера (мультиплексор-демультиплексор, МДМ), закрепленного на основной ферме S0 орбитального комплекса.

### Принятые грузовые корабли
1. Прогресс М-23М, запуск 9 апреля 2014 года, стыковка 10 апреля 2014 года
2. SpaceX CRS-3, запуск 18 апреля 2014 года, стыковка 20 апреля 2014 года.